# Elizabeth Watts Russell
Elizabeth Rose Rebecca Watts Russell, född Bradshaw på Irland 1833, död Horsham, Sussex, 7 oktober 1905, var en nyzeeländsk filantrop och societetsvärdinna. Hon är främst ihågkommen för den ledande ställning hon intog i den nya kolonins första societetsliv och sina sociala projekt.  
Elizabeth Watts Russell föddes på Irland. Hennes bakgrund är okänd, men hon kom troligen från en fattig familj, eftersom hennes äktenskap ansågs vara en skandal på grund av den sociala skillnaden. Hon gifte sig i England år 1850 med godsägarsonen John Charles Watts Russell från Staffordshire. Paret emigrerade samma år till Nya Zeeland, troligen delvis på grund av de sociala sanktioner som drabbade dem på grund av detta äktenskap mellan personer av två olika samhällsklasser. De anlände till Lyttelton den 17 december på Sir George Seymour med hennes kammarjungfru Johanna Wornall. Vid deras landstigning kapsejsade roddbåten i en omtalad incident. Elizabeth lyckades få tag på ett rep, men John, som inte uppfattat det, släppte sitt eget grepp för att rädda henne: eftersom han inte kunde simma, sjönk han, och Elizabeth, som heller inte kunde simma, tog tag i honom och sjönk även hon. De sjönk två gånger innan man lyckades rädda dem.
Paret lät uppföra herrgårdshuset Ilam nära Riccarton i Canterbury, där de blev centralfigurer för det koloniala societetslivet i Christchurch. De besökte England 1856 och återvände två år senare med en fullständig uppsättning herrgårdsmöblemang och lät uppföra Ilham på nytt med hjälp av 20,000 tegelstenar de fört med sig från England. Det nya Ilhalm blev berömt som en av Nya Zeelands första verkliga herresäten, byggda i samma stil som en herrgård i England med åtta sovrum, salong, konservatorium och en park med kricketplan. En sådan livsstil var på den tiden ännu ovanlig på Nya Zeeland, där kolonisterna ännu var så få att det inte var lätt att samla ihop en tjänarstab av det slag som var nödvändigt för att upprätthålla ett gods av engelsk stil. 
Watts Russell beskrivs som en skönhet med vacker profil och mörkt vågigt hår och blev förutom en av kolonins ledande societetsfigurer en känd filantrop, engagerad i samhällsfrågor och föreningar som bland annat Patriotic Fund: 1863 var hon också en av grundarna av Christchurch Female Home, ett hem för kvinnliga tjänare mellan anställningar. 1866-71 reste paret runt i Frankrike. Vid Johns död 1875 lät Watts Russell bekosta ett fönster i St Peter's Church, Riccarton, och ett annat i Christchurch Cathedral till hans minne. 
Elizabeth Watts Russell återvände till England 1875, och gifte om sig med Alfred Richard Creyke, makens tidigare förvaltare. Hon återvände aldrig till Nya Zeeland men vid sin andre makes död 1893 lät hon bekosta västra trappan i Christchurch Cathedral till hans minne.